# Thecla minyia
Thecla minyia är en fjärilsart som beskrevs av William Chapman Hewitson 1867. Thecla minyia ingår i släktet Thecla och familjen juvelvingar. Inga underarter finns listade i Catalogue of Life.